# فری رادیکال
فری رادیکال (انگلیسی: Free Radical) شرکت بازی ویدئویی بریتانیایی است، که در سال ۱۹۹۹ توسط دیوید دوآک تأسیس شد.